# Научно-исследовательский институт стандартизации (Иран)
Научно-исследовательский институт стандартизации (перс. پژوهشگاه استاندارد ایران‎) — научно-исследовательское учреждение в системе стандартизации Ирана. Руководя университетами и исследовательскими центрами, институт создает предпосылки для удовлетворения запросов общества в области стандартизации, для «превращения научных достижений страны в стандарт» и для «выработки наукоориентированных стандартов», имеющих целью презентацию и передачу научных достижений в промышленный сектор, центры услуг и, в конечном итоге, на уровень общества.

## Краткая история института
Научно-исследовательский институт стандартизации, находящийся в ведении Национальной организации стандартизации и промышленных исследований Ирана, был создан в соответствии с примечанием к статье 2 Закона о поправках, правилами Национальной организации стандартизации и промышленных исследований Ирана, а также на основании постановления Совета по распространению высшего образования, принятого на заседании, состоявшемся 24 мая 1999 года. В 2006 году вследствие изменений в структуре Национальной организации стандартизации Научно-исследовательский институт стандартизации был преобразован в один из департаментов этой организации в составе четырёх институтов: института систем управления качеством и контроля, института химии и нефтехимии, института электромеханики и строительства и института пищевой промышленности и сельского хозяйства. В соответствии с программой 5-го плана развития, а также на основании статьи 3 устава института, в силу структурных изменений в Национальной организации стандартизации с 21 марта 2011 года. НИИ стандартизации обладает статусом самостоятельного юридического лица, а также независимостью в управлении и финансовой деятельности.

## Структура
- Институт химии и нефтехимии (группа изучения целлюлозно-бумажных изделий, группа изучения текстильной и кожаной продукции, группа нефтехимии, группа химии и полимеров)
- Институт пищевой промышленности и сельского хозяйства (группа биологии, группа пищевых продуктов, группа микробиологии)
- Институт электромеханики и строительства (группа электрики и электроники, группа автомобильного транспорта, группа механики и металлургии, группа строительства и минеральных материалов, группа медицинской инженерии)
- Институт систем управления качеством и контроля (группа систем качества, группа метрологии, группа инспектирования и оценки соответствия)

## Направления деятельности
- исследовательская работа
- научная разработка стандартов
- участие в выработке государственных стандартов
- участие в выработке международных стандартов
- участие в выработке заводских стандартов
- проведение стандартных тестов образцов продукции, произведённой в стране, а также импортируемых и экспортируемых товаров
- проведение учебных сессий и семинаров
- проведение конференций и семинаров
- участие в проведении оценки соответствия в качестве технического эксперта
- предоставление исследовательских услуг промышленным и производственным единицам страны
- реализация исследовательских проектов и разработок, особенно в области стандартизации и качества (контроль, улучшение и гарантия систем) проектирования, разработки, производства, установки и обслуживания
- реализация исследовательских проектов в рамках международной системы (IS) и её распространение в качестве официальной системы метрологии страны
- проведение исследований для определения пробы драгоценных металлов
- научное и техническое консультирование производителей, владельцев промышленных предприятий и научно-исследовательских центров[1].

## Достижения
В настоящее время Научно-исследовательский институт стандартизации играет заметную роль в разработке международных стандартов, а также в создании и управлении технических комитетов, соответствующих требованиям ISO. Специалисты института выступают секретарями 17 вспомогательных технических комитетов, соответствующих требованиям ISO, и 19 комитетов по пищевой и сельскохозяйственной продукции, соответствующих требованиям стандарта Кодекс, 13 вспомогательных технических комитетов в области химии, нефтехимии, ткацкой и целлюлозно-бумажной промышленности. Кроме того они создали и управляют 20 вспомогательными техническими комитетами в области электромеханики и строительства, соответствующими ISO.